# 服部正一郎
服部 正一郎（はっとり しょういちろう、1907年11月17日 - 1995年3月20日）は、日本画家、日本芸術院会員。茨城県出身。

## 経歴
茨城県稲敷郡龍ケ崎町出身。旧制龍ヶ崎中学（現茨城県立竜ヶ崎第一高等学校）在籍中は弓道部で活躍したという。1929年（昭和4年）の第16回二科展で「庭」が初入選。
1967年（昭和42年）の第52回二科展に出品した「水郷」によって翌年に日本芸術院賞を受賞。
1987年（昭和42年）に日本芸術院会員となる。1992年、勲三等瑞宝章受章。
1995年（平成7年）3月20日に茨城県取手市の取手協同病院で死去。